# Râul Alunișu, Nemțișor
Râul Alunișu este un curs de apă, afluent al râului Nemțișor. 

## Hărți
- Harta Parcului Vânători-Neamț